# Marshall McLuhan
Herbert Marshall McLuhan (21. července 1911, Edmonton – 31. prosince 1980, Toronto) byl kanadský filosof, spisovatel, literární kritik a mediální teoretik. Byl představitelem tzv. Torontské školy, jeho pojetí médií je někdy označováno jako technologický determinismus. K jeho základním konceptům patří: horká a chladná média, globální vesnice či „the medium is the message“ (česky také překládáno médium je poselství).

## Život
Vystudoval literární vědu na University of Manitoba, doktorát získal v roce 1943 na Univerzitě v Cambridgi. V roce 1937 konvertoval k římskokatolické církvi. Učil angličtinu na Saint Louis University, od roku 1946 působil na St. Michael‘s College Torontské univerzity, založil zde Centrum pro technologii a kulturu. Významný vliv na jeho pojetí teorie komunikace měl jeho starší kolega Harold Innis. V šedesátých letech přednášel na newyorské Fordham University, hrál také sám sebe ve filmu Annie Hallová. S manželkou Corinne měl šest dětí. V roce 1979 utrpěl mrtvici, na jejíž následky o rok později zemřel.

## Teoretické dílo v oblasti mediálních studií
Kniha The Medium is the Massage: An Inventory of Effects, vydaná v roce 1967 ve spolupráci s Quentinem Fiore, se stala bestsellerem a kultovní záležitostí. Záměna písmenek v názvu byla původně typografickou chybou, která se ale dostala do tisku a autorům se zalíbila, jelikož název knihy lze nyní číst hned čtyřmi způsoby (čili Message, Mess Age, Massage a Mass Age) a dokonale zapadá do konceptu díla i myšlenky. Některé stránky knihy jsou například tištěny zrcadlově, jiné jsou prázdné nebo obsahují fotografie, koláže. Na základě knihy vznikla později i nahrávka, složená z koláže zvuků, hudby a citátů z knihy.
McLuhan přišel s pojmem medium is the message. Tvrdí, že vlastnosti média jsou součástí jakékoliv informace, kterou médium přenáší, čímž vzniká symbiotický vztah, kterým médium ovlivňuje způsob vnímání zprávy. Od této myšlenky se odvíjí celá řada dalších úvah např. o vlivu reklamy, televize, četby knih atd. na vše, co se lidí týká.
Jelikož svými myšlenkami na přelomu 60. a 70. let zaujal mnoho lidí, stával se častým hostem v rozhlasu i televizi. V pozdějších letech zájem o něj upadl, nicméně po rozšíření internetu se řada jeho myšlenek znovu objevila.

## Publikace

### Anglicky
- The Mechanical Bride: Folklore of Industrial Man, 1951, ISBN 1-58423-050-9.
- The Gutenberg Galaxy: The Making of Typographic Man, 1962, ISBN 0-7100-1818-5.
- Understanding Media: The Extensions of Man, 1964, ISBN 1-58423-073-8.
- The Medium is the Massage: An Inventory of Effects, 1967, ISBN 1-58423-070-3.
- War and Peace in the Global Village, 1968, ISBN 1-58423-074-6.
- From Cliché to Archetype, 1977, ISBN 0-670-33093-0.
- Laws of Media, 1988, ISBN 0-8020-5782-9.
- The Future of the Library: From Electronic Media to Digital Media.", 2016, dokončeno spoluautorem, Robertem K. Loganem, ISBN 9781433132643.

### Přeložená díla
- Seznam děl v Souborném katalogu ČR, jejichž autorem nebo tématem je Marshall McLuhan
- Člověk, média a elektronická kultura. Výbor z díla. Brno: Jota, 2000, ISBN 978-80-7217-128-6
- Jak rozumět médiím: extenze člověka. Praha: Odeon, 1991, ISBN 978-80-204-2409-9